# Crassochrysa somalica
Crassochrysa somalica är en insektsart som beskrevs av Hölzel och Ohm 1991. Crassochrysa somalica ingår i släktet Crassochrysa och familjen guldögonsländor. Inga underarter finns listade i Catalogue of Life.